# Tuomas Ketola
Tuomas Ketola (Turku, 21 de febrero de 1975) es un extenista profesional finlandés que jugó en el ATP Tour.
Ketola fue el número dos del tenis finlandés por detrás de Jarkko Nieminen y llegó al número 76 en el ranking mundial de dobles el 19 de octubre de 1998. En 2005, llegó a la primea ronda de Wimbledon en individuales después de derrotar rivales en los partidos clasificatorios. De todas maneras, perdió en esta ronda ante el español Álex Calatrava.

## Palmarés

### Finalista en dobles
| Fecha | Torneo           | Superficie | Pareja         | Oponentes en la final    | Resultado |
| ----- | ---------------- | ---------- | -------------- | ------------------------ | --------- |
| 1998  | Abierto de Salem | Dura       | Neville Godwin | Byron Black Alex O'Brien | 5–7, 1–6  |